# Ione (Washington)
Ione és una població dels Estats Units a l'estat de Washington. Segons el cens del 2000 tenia 479 habitants.

## Demografia
Segons el cens del 2000, Ione tenia 479 habitants, 200 habitatges, i 125 famílies. La densitat de població era de 342,5 habitants per km².
Dels 200 habitatges en un 30,5% hi vivien nens de menys de 18 anys, en un 48,5% hi vivien parelles casades, en un 7,5% dones solteres, i en un 37,5% no eren unitats familiars. En el 33% dels habitatges hi vivien persones soles el 17% de les quals corresponia a persones de 65 anys o més que vivien soles. El nombre mitjà de persones vivint en cada habitatge era de 2,4 i el nombre mitjà de persones que vivien en cada família era de 3,08.
Per edats la població es repartia de la següent manera: un 28,6% tenia menys de 18 anys, un 5,8% entre 18 i 24, un 26,5% entre 25 i 44, un 23,2% de 45 a 60 i un 15,9% 65 anys o més.
L'edat mediana era de 38 anys. Per cada 100 dones de 18 o més anys hi havia 90 homes.
La renda mediana per habitatge era de 24.083 $ i la renda mediana per família de 30.917 $. Els homes tenien una renda mediana de 35.000 $ mentre que les dones 17.500 $. La renda per capita de la població era de 12.093 $. Aproximadament el 17,1% de les famílies i el 16,4% de la població estaven per davall del llindar de pobresa.

## Poblacions més properes
El següent diagrama mostra les poblacions més properes.